# Polyrhachis chartifex
Polyrhachis chartifex är en myrart som beskrevs av Carlo Emery 1900. Polyrhachis chartifex ingår i släktet Polyrhachis och familjen myror. Inga underarter finns listade i Catalogue of Life.